# Jedna země, dva systémy
Jedna země, dva systémy (čínsky 一国两制, pchin-jin: yì guó liǎng zhì) byla oficiální politická strategie Teng Siao-pchinga vůči Hongkongu, Macau a Tchaj-wanu, kterou prosazoval od počátku osmdesátých let dvacátého století.

## Charakteristika
Klíčovým bodem politiky „jedna země, dva systémy“ je, že ve sjednocené Číně si kontinentální část zachová svůj formálně socialistický systém, zatímco Hongkong, Macao a Tchaj-wan si ponechají kapitalistický systém. Cílem je dosáhnout mírové sjednocení Číny a zároveň udržet stabilitu a prosperitu ve zmíněných třech státech.
Poprvé navrhl Teng Siao-pching tuto možnost britské premiérce Margaret Thatcherové v roce 1984 ohledně Hongkongu, později o tom jednal v roce 1986 s Portugalci. Od let 1997 a 1999, když se tyto dvě bývalé kolonie navrátily pod čínskou správu, se v nich tento systém na dobu 50 let uplatňuje. ČLR také od Tchaj-wanu požaduje, aby se s ní na základě tohoto pravidla znovusjednotil.